# Margarida de Dampierre
Margarida de Dampierre, também conhecida como Margarida de Flandres (em francês:  Marguerite; 1251 — 3 de julho de 1285), foi duquesa consorte de Brabante  como a segunda esposa de João I de Brabante.

## Família
Margarida foi a primeira filha e quarta criança nascida de Guido de Dampierre, conde de Flandres, e de Matilde de Béthune, sua primeira esposa. Seus avós paternos eram Guilherme II de Bourbon e Margarida II da Flandres. Seus avós maternos eram Roberto VII, senhor de Béthune e Isabel de Morialmez.
Margarida teve sete irmãos, além de oito meio-irmãos resultado do segundo casamento de seu pai, com Isabel de Luxemburgo.

## Biografia
Em 6 de agosto de 1266, com dispensa papal, ficou noiva de Pedro da Bretanha, filho de João I, Duque da Bretanha e de Branca de Navarra. Porém, o casamento não foi realizado.
Em 1273, Margarida casou-se com o duque João I, filho de Henrique III de Brabante e de Adelaide de Borgonha. Eles tiveram quatro filhos.

## Descendência
- Godofredo de Brabante (1273/74 - após 13 de setembro de 1283), foi noivo de Margarida de Berg, filha de Henrique de Berg, mas não se casaram;
- João II de Brabante (27 de setembro de 1275 - 27 de outubro de 1312), duque de Brabante e de Limburgo. Foi marido da princesa Margarida de Inglaterra, filha do rei Eduardo I de Inglaterra. Não teve descendência;
- Margarida de Brabante (4 de outubro de 1276 - 14 de dezembro de 1311), rainha da Germânia como esposa de Henrique VII do Sacro Império Romano-Germânico. Teve descendência;
- Maria de Brabante (1277/85 - após 2 de novembro de 1338), condessa de Saboia como a segunda esposa de Amadeu V de Saboia. Teve descendência.